# HAVK Mladost
HAVK Mladost (em croata: Hrvatski akademski vaterpolo klub Mladost) é um clube de polo aquático croata da cidade de Zagreb. atualmente na Liga Croata. É um dos clubes mais vitoriosos do polo aquático europeu.'

## História
HAVK Mladost foi fundado em 1946 na então Iugoslávia.

## Títulos
- LEN Champions League (7)
  - 1967-68, 1968-69, 1969-70, 1971-72, 1989-90, 1990-91, 1995-96
- LEN Super Cup
  - 1976, 1989, 1996
- Liga Croata (10)
  - 1991-92, 1992-93, 1993-94, 1904-95, 1995-96, 1996-97, 1998-99, 2001-02, 2002-03, 2007-08
- Copa da Croácia
  - 1991-92, 1992-93, 1997-98, 2001-02, 2004-05, 2010-11
- Liga Iugoslava (10)
  - 1962, 1967, 1969, 1971, 1988-89, 1989-90
- Copa da Iugoslávia
  - 1988-89